# Rogas breviventris
Rogas breviventris är en stekelart som först beskrevs av Günther Enderlein 1912.  Rogas breviventris ingår i släktet Rogas och familjen bracksteklar. Inga underarter finns listade i Catalogue of Life.